# Wyleyia valdensis
Wyleyia valdensis — викопний вид птахів невідомого систематичного становища. Відомий лише по фрагменту плечової кістки, що був знайдений у формуванні Вілд Клей у графстві Сассекс в Англії. Вид жив на початку крейдового періоду, 138 млн років тому. Його систематичне становище невідоме, деякі дослідники вважаються, що це залишки непташиного динозавра. Автори опису виду віднесли його до птахів та надали статус incertae sedis, поки не будуть знайдені докази спорідненості з іншими тваринами.